# Lužerady
Lužerady (německy Lutscherad, dřívější názvy také Lužehrady, chybně i Bužehrad či Bužehrady) jsou samota (v historii také osada i obec) ležící asi 2 km severovýchodně od centra města Louny nedaleko soutoku Dobroměřického potoka s řekou Ohří a přidružená lokalita táhnoucí se od ní na západ a jihozápad, ohraničená tratí z Loun na Dobroměřice a dále na Most. Lokalita se nachází na katastrálním území Loun, s kterými v minulosti splynula. Na samotě je v provozu stejnojmenná výletní restaurace a obklopují jí kromě řeky pole, chmelnice a kopce Českého středohoří.

## Historie osady

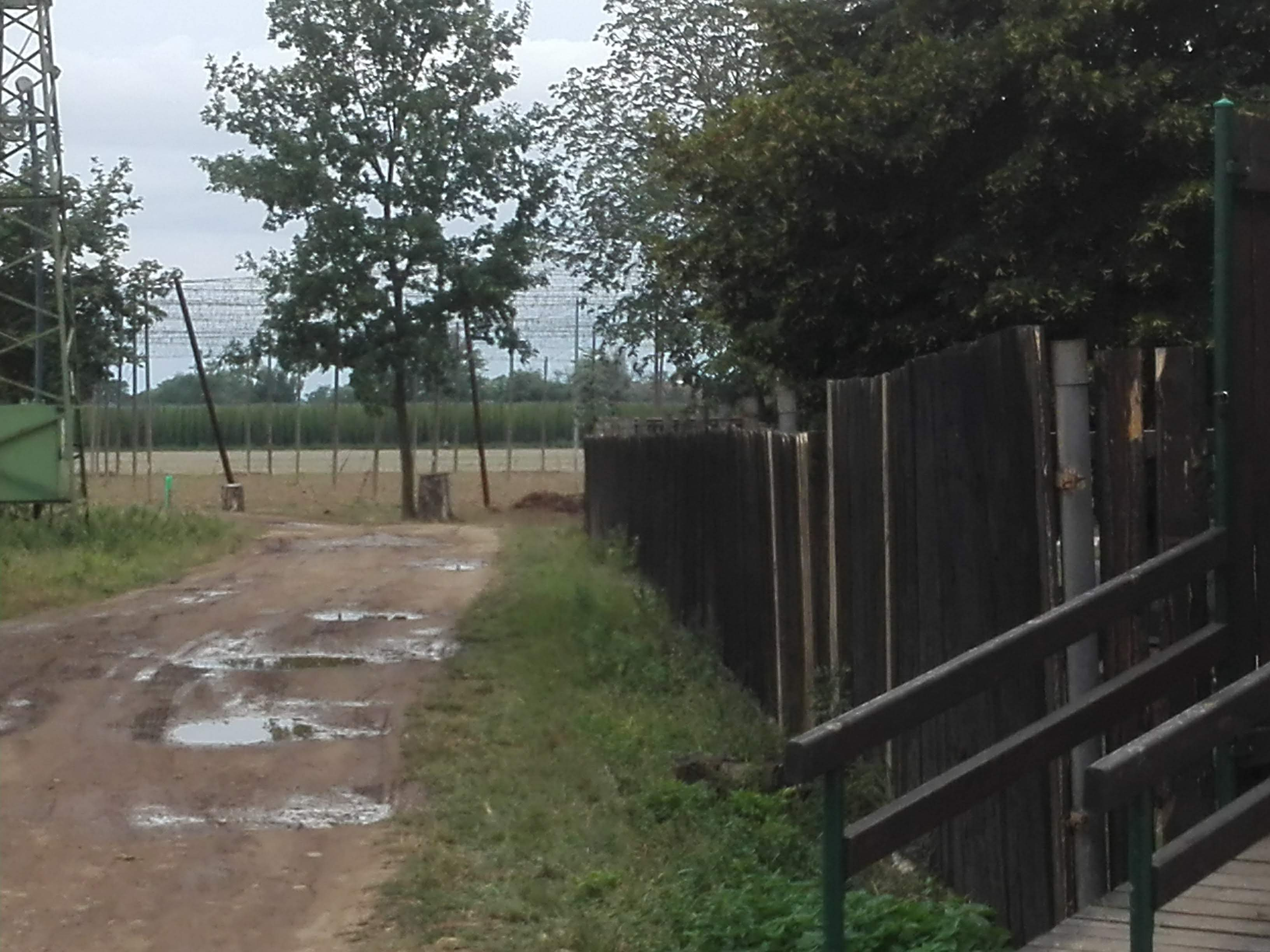
Pohled z Lužerad na západ do chmelnic

Na samotě Lužerady jsou mnohé popelové vrstvy. 13. ledna 1314 se připomíná v německé listině Konrád z Lužerad mezi 12 lounskými konšely. Ve 14. století osada splynula s pozemky šosovními města Loun, to se zde nacházelo několik dvorů, jež patřily lounským měšťanům. Později velkou část získali Hruškové z Března se sídlem v Cítolibech, od nich potom tyto majetky přešly na majitele cítolibského panství. Dle kroniky Chronica civitatis Launensis in Boemia je doložená 29. června 1596 a následující dny povodeň, která způsobila škody na seně. To už byla obec zaniklá. V roce 1802 koupil cítolibské panství Josef II. ze Schwarzenbergu a Schwarzenbergům patřilo až do roku 1924. Ti na Lužeradech v 19. století postavili hájovnu, z které potom kolem roku 1900 vznikla výletní restaurace.
Velkou oblibu restaurace mezi lounskými obyvateli dokládá i to, že sem pořádaly své výlety četné lounské spolky a organizace, hasiči, střelci, studenti nebo sokolové zde pořádali cvičení. Fotbalisté lounské Čechie Louny tu měli v prvopočátcích klubu na začátku 20. století své hřiště, na kterém trénovali. Konaly se zde také kulturní akce, jako například taneční zábavy. Ještě na přelomu 60. a 70. let se v restauraci točilo pivo, ale potom byla restaurace několik desítek let opuštěná a zavřená. V 10. letech 21. století byla majiteli svépomocí opravena v původním stylu hlavní budova samoty a restaurace se pomalu začala opět otevírat veřejnosti, aby navázala na starou tradici. V plánu bylo (2018) opravit také tančírnu v dezolátní stavu, aby ji bylo možno opět veřejně využívat.

## Turistika

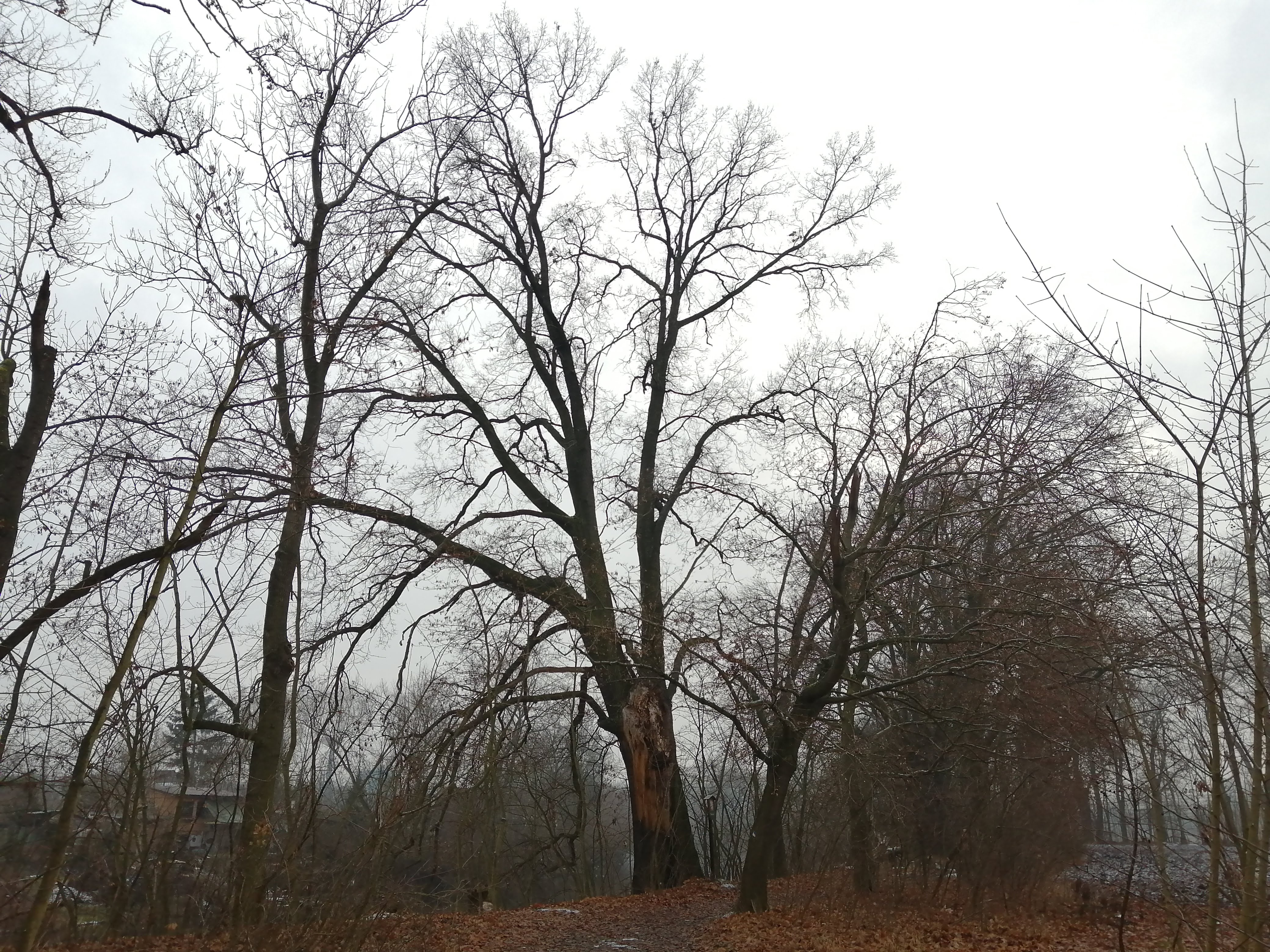
Památný dub letní v Lužeradech

Přicházející pěší turisté a výletníci mohou využít i stejnojmenný vycházkový okruh, který čítá čtyři zastávky s naučnými cedulemi. Ty informují o flóře a fauně, ale i o historii daných míst. Krom nich také po řece občas proplují vodáci a okolní cesty využívají cyklisté. V místní restauraci je pro kolemjdoucí v současnosti (2018) k dispozici půjčovna gumových člunů pro projížďky na řece. Pořádají se v ní hudební akce jako například folkový festival a otevřené je i sezonní víkendové občerstvení. Nedaleko u řeky se nachází památný strom Dub letní v Lužeradech.